# Periquito-das-Seicheles
O periquito-das-Seicheles (Psittacula wardi) era uma ave pertencente à família dos papagaios, endémica de algumas das ilhas Seicheles no Oceano Índico. Esta ave extinguiu-se em 1883, sendo a intensa perseguição montada por agricultores e dono de plantações de cocos, suspeita de ser uma das principais causas da sua extinção.
Era endémica das ilhas de Mahé e Silhouette, tendo sido efectuado um único registo histórico da sua presença na ilha de Praslin. Já era raro quando foi descrito em 1867. Os últimos espécimes foram capturados por Warry em 1881, tendo os últimos pássaros sido registados em cativeiro em Silhouette, em 1883. A espécie foi considerada extinta em 1906.

## Descrição
Os espécimes preservados mostram que o periquito-de-seicheles era menor e tinha asas mais curtas, além de um bico ligeiramente menos robusto, do que o periquito-alexandrino. Embora todos os elementos esqueléticos do periquito-de-alexandrina macho fossem maiores do que os do periquito-de-seicheles macho, uma radiografia de uma periquito-de-seicheles fêmea mostra que ele tinha crânio, rostro (mandíbula superior), mandíbula, ulna (osso inferior da asa) e tibiotarso (osso da perna) maiores do que a fêmea do periquito-de-alexandrina, mas tarsometatarso e carpometacarpo (osso externo da asa ou da mão) mais curtos. O periquito-das-Seicheles macho diferia do periquito-de-alexandrina macho por não possuir um colar rosado, por as bochechas e a nuca serem cobertas de azul em vez de cinza-azulado, por a faixa preta que circundava as bochechas ser mais fina, estendendo-se até a nuca, e por sua parte inferior ser mais amarelada. As asas e a cauda eram mais curtas e largas.
A artista britânica Marianne North trabalhou nas Seychelles de 1883 a 1884, onde produziu pelo menos 46 pinturas, retratando principalmente temas botânicos, mas também alguns animais. Além de algumas menções, suas pinturas de animais das Seychelles foram negligenciadas na literatura até 2013, quando o ecologista britânico Anthony S. Cheke as discutiu em profundidade e identificou as espécies retratadas. Cheke considerou as pinturas um instantâneo útil da vida selvagem local durante o período e localizou e publicou pela primeira vez uma pintura de North de 1883 do periquito-de-seicheles, que anteriormente só havia sido mencionada por escrito. As aves retratadas eram um macho em cativeiro e um juvenil (mostrado com a planta tropical americana Caesalpinia pulcherrima) que haviam sido trazidos para Mahé de Silhouette, mantidos pelo oficial médico britânico James Brooks e sua esposa. É a única representação conhecida da espécie em vida, e a aparência do juvenil só é conhecida pela pintura. Embora não publicada, a pintura era conhecida pelos escritos de North, como um relato de 1884 descrevendo as aves, a única menção desta espécie em cativeiro, e a pintura foi comprada por um parente dela em um leilão na década de 1990. As cores desta pintura são mais suaves do que as outras pinturas de North desta época, talvez devido ao desbotamento resultante da experiência de condições diferentes.